# I Never Cry
"I Never Cry" es una canción de Alice Cooper, perteneciente al álbum Alice Cooper Goes to Hell de 1976.
La canción fue escrita por Alice Cooper y Dick Wagner y logró posicionarse en la ubicación #12 en las listas de éxitos estadounidenses en 1977. El sencillo, junto a "Poison" de 1989, fue el único disco de oro de Cooper en los Estados Unidos.
"I Never Cry" trata sobre el problema de alcoholismo que estaba enfrentando el cantante por ese entonces y el que lo llevaría un año a rehabilitación. Cooper se refiere a la canción como "la confesión de un alcohólico".

## Versiones notables
- La banda de glam metal estadounidense Poison grabó la canción para el álbum de covers Poison'D.
- La agrupación española Hombres G grabó una versión con letra en español adaptada por David Summers, titulada "No lloraré", e incluida en el álbum Hombres G de 1985.

## Créditos
- Alice Cooper – voz
- Dick Wagner – guitarra
- Steve Hunter – guitarra
- Bob Babbitt – bajo
- Jimmy Maelen – percusión